# Фридрих Нидерландский
Принц Фридрих Нидерландский (Виллем Фредерик Карель Оранский-Нассау) (англ. Prince Frederick of the Netherlands; 28 февраля 1797, Берлин — 8 сентября 1881, Вассенар, Южная Голландия) — голландский военный и государственный деятель, последний фельдмаршал Нидерландов (1840), участник битвы при Лейпциге и битвы при Ватерлоо.

## Биография

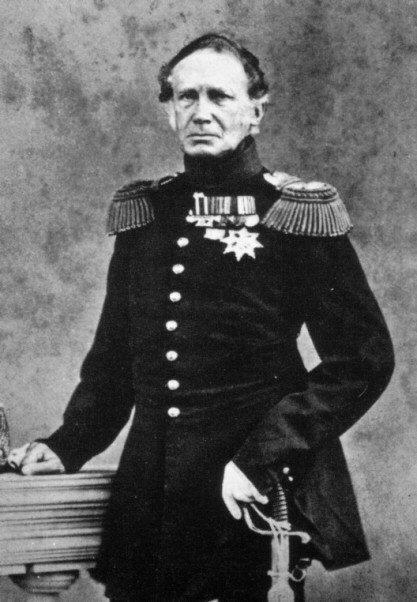
Фотография 1865 года

Родился 28 февраля 1797 года в Берлине. Был вторым сыном в семье Виллема I и его жены Вильгельмины Прусской.
Принц вырос при дворе своего деда Фридриха Вильгельма II и дяди Фридриха Вильгельма III. Одним из его учителей был Карл фон Клаузевиц.
В возрасте 16 лет принц уже сражался в битве при Лейпциге. Он впервые оказался в Нидерландах в декабре 1813 года. Так как Фридрих не говорил на голландском, он был послан в Лейденский университет, чтобы получить дальнейшее образование. Также учился у Карла Людвига Пфуля в Гааге.
22 июня 1814 года был награждён орденом Св. Андрея Первозванного.
Когда Наполеон вернулся с острова Эльба, во время Ста дней, Фридрих был назначен командующим отрядом армии Веллингтона, которая сражалась при Ватерлоо.
После смерти отца Фридрих должен был наследовать его немецкие владения. Но вместо них семья предложила ему стать наследником великого герцогства Люксембург. В 1816 году Фридрих отказался от своих требований в обмен на земли в Нидерландах и титул принца Нидерландов.
В 1826 году Фридрих Нидерландский был назначен генеральным комиссаром военного департамента. За время службы в департаменте Фридрих реорганизовал голландскую армию на прусский образец. Он основал Военную академию в Бреде и провёл модернизацию армии, оснастив её современным вооружением.
В 1829 году Фридрих был кандидатом на греческий престол, но отказался от него, так как не хотел быть королём страны, чей язык и традиции были ему чужды.
В 1868 году вышел в отставку. Имел почетный чин прусского генерал-полковника с фельдмаршальским жезлом. С 1835 года был шефом Ростовского гренадерского полка, расквартированного в Москве.
Умер 8 сентября 1881 года в Вассенаре.

## В масонстве
Принц Фредерик был посвящён в 1816 году, и был великим мастером Великого востока Нидерландов. Он оставался на должности великого мастера 65 лет, до своей смерти. Принц Фредерик имел сильное влияние на масонство в то время и хотел, чтобы масонский орден Нидерландов направил свои усилия на социальные цели.
Кроме того, что Принц Фредерик был великим мастером Великого востока Нидерландов, он также управлял капитулом дополнительных степеней в Нидерландах.

## Семья
- 21 мая 1825 года Фридрих Нидерландский женился на принцессе Луизе Прусской (1808—1870).
- Дети:
  - Луиза (1828—1871),
  - Виллем Фредерик Николас Карель (1833—1834),
  - Виллем Фредерик Николас Альберт (1836—1846),
  - Мария (1841—1910).

## Награды
- Награждён орденом Св. Георгия 4-й степени (№ 2638; 9 сентября 1813).
- Также был награждён другими наградами, среди которых Военный орден Вильгельма.

## Воинские звания
- 15.9.1817 прусский генерал-майор
- 18.6.1825 прусский генерал-лейтенант
- 10.9.1840 прусский генерал пехоты
- 01.07.1874 прусский генерал-полковник со званием генерал-фельдмаршала
- 1829 голландский адмирал
- 28.11.1840 голландский фельдмаршал[7]
- 28.11.1840 прусский генерал-фельдмаршал
- 28.12.1840 русский генерал-фельдмаршал